# Laphria nigrohirsuta
Laphria nigrohirsuta là một loài ruồi trong họ Asilidae. Laphria nigrohirsuta được Lichtwardt miêu tả năm 1809. Loài này phân bố ở miền Ấn Độ - Mã Lai.